# RSBN

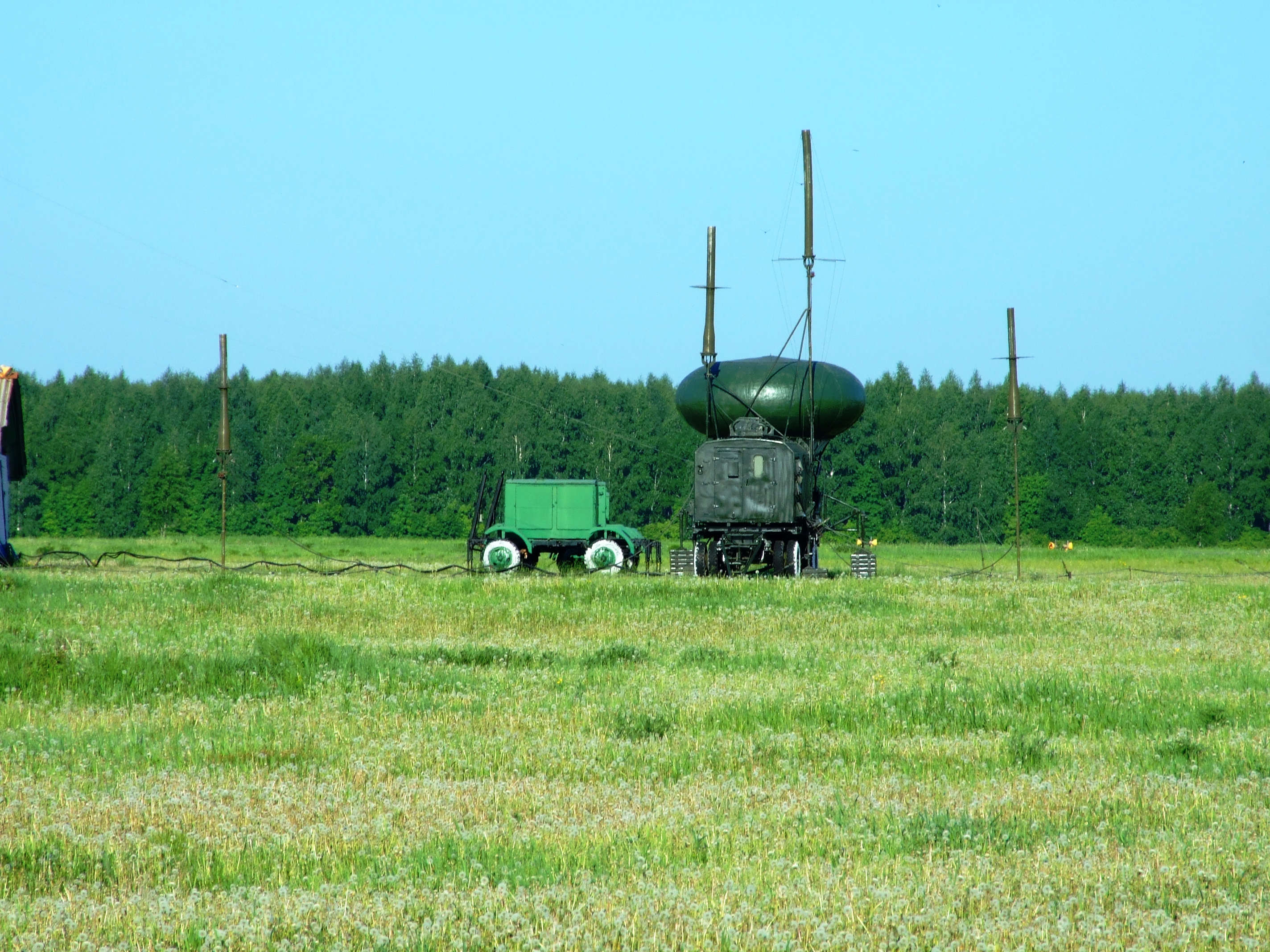
RSBN-4N

RSBN (rusky радиотехническая система ближней навигации, zkratka РСБН, doslova radiový systém blízkého navádění) je ruský vojenský a civilní radionavigační systém podobný systému VOR/DME s rozsahem přibližně 80 až 400 kilometrů. Systém umožňuje určit vzdálenost i směr (v praxi s přesností zhruba 0,2 stupně) od majáku, tedy polohu letounu v polárních souřadnicích.
Systém byl montován i do československých letadel Aero L-39 Albatros.